# Pioneer 6, 7, 8 en 9

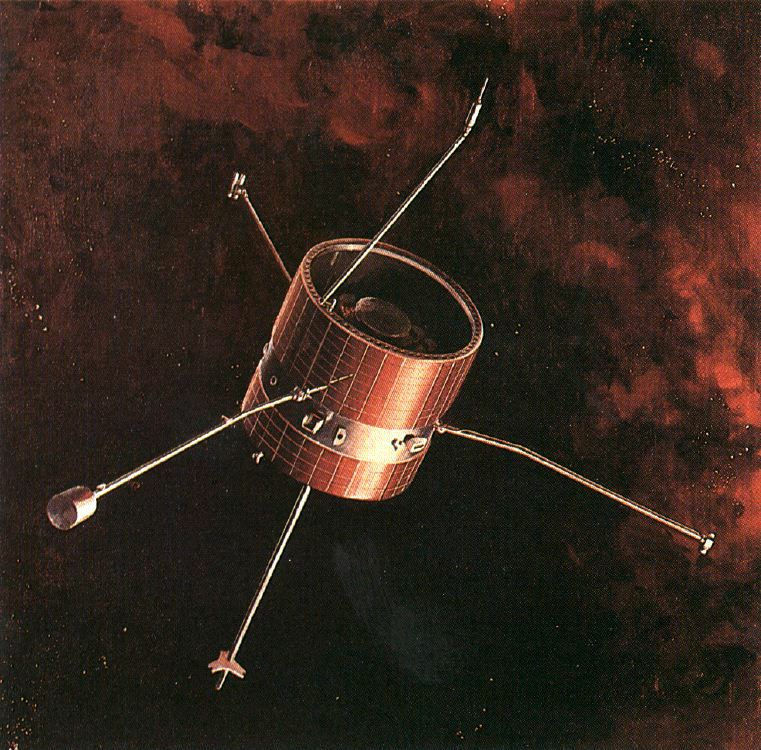
Artistieke impressie van de pioneer 6-sonde

Pioneer 6, 7, 8 en 9 waren ruimtesondes uit het pioneerprogramma van NASA. Men noemt deze ruimtesondes ook wel Pioneer A, B, C en D. Pioneer E ging verloren tijdens de lancering.

## Doel
Deze pioneers zijn gecreëerd om de eerste gedetailleerde metingen te doen van de zonnewind, het magnetische gebied van de zon en de kosmische straling. Met deze gegevens ging men proberen de structuur en de stroom van zonnewinden beter te begrijpen. Hierdoor werd het ook mogelijk een soort van zonneonweren te voorspellen.
Het experiment bestudeerde de positieve ionen en elektronen die door de zon werden uitgestoten, de interplanetaire elektronendichtheid en het interplanetaire magnetisch veld.

## De sonde
De 4 sondes waren alle vier identiek aan elkaar. Ze waren 0,94 m in diameter x 0,81 m lange cilinder. Ze hadden ook 1,8 m grote zonnepanelen.

## Lancering
- Pioneer 6 : 16 december 1965
- Pioneer 7 : 17 augustus 1966
- Pioneer 8 : 13 december 1967
- Pioneer 9 : 8 november 1968
- Pioneer E : 27 augustus 1969

## Huidige status
Het Pioneer 6-9 programma is een van de minst dure van alle ruimtemissies in de geschiedenis van NASA. Dit is berekend in termen van wetenschappelijke resultaten per dollar. Hoewel de sondes niet meer gebruikt worden, heeft men in het jaar 2000 nog contact kunnen leggen met Pioneer 6. Dit gebeurde om het 35-jarig bestaan ervan te vieren. Pioneer 6 stond bekend als de langstlopende missie in de geschiedenis van NASA, maar werd ingehaald door Voyager 2. De geplande levensduur was slechts 6 maanden. Tegenwoordig worden de vier Pioneers niet meer actief gebruikt. Contact leggen met de Pioneer 6, 7 en 8 zou theoretisch nog mogelijk kunnen zijn. Alleen Pioneer 9 is officieel buiten werking verklaard.